# Stilbula vitripennis
Stilbula vitripennis är en stekelart som beskrevs av Masi 1934. Stilbula vitripennis ingår i släktet Stilbula och familjen Eucharitidae.
Artens utbredningsområde är:
- Cypern.
- Grekland.
- Israel.
- Turkiet.

Inga underarter finns listade i Catalogue of Life.